# Piłka ręczna na Igrzyskach Ameryki Południowej 2002
Turnieje piłki ręcznej na Igrzyskach Ameryki Południowej 2002 odbyły się w dniach 3–9 sierpnia 2002 roku w São Bernardo do Campo.
Była to pierwsza edycja zawodów w piłce ręcznej w historii tej imprezy. Służyły one jednocześnie jako kwalifikacje do Igrzysk Panamerykańskich 2003. Rozgrywane w Ginásio Poliesportivo Adib Moyses Dib zawody były transmitowane przez BandSports.
W turnieju zwyciężyli Argentyńczycy i Brazylijki.

## Podsumowanie

### Klasyfikacja medalowa
| Klasyfikacja medalowa | Klasyfikacja medalowa | Klasyfikacja medalowa | Klasyfikacja medalowa | Klasyfikacja medalowa | Klasyfikacja medalowa |
| Miejsce               | Reprezentacja         | Złoto                 | Srebro                | Brąz                  | Razem                 |
| --------------------- | --------------------- | --------------------- | --------------------- | --------------------- | --------------------- |
| 1                     | Argentyna             | 1                     | 1                     | 0                     | 2                     |
| 1                     | Brazylia              | 1                     | 1                     | 0                     | 2                     |
| 3                     | Urugwaj               | 0                     | 0                     | 2                     | 2                     |
| Razem                 | Razem                 | 2                     | 2                     | 2                     | 6                     |

### Medaliści
| Konkurencja | 1. miejsce | 2. miejsce | 3. miejsce |
| ----------- | ---------- | ---------- | ---------- |
| Mężczyźni   | Argentyna  | Brazylia   | Urugwaj    |
| Kobiety     | Brazylia   | Argentyna  | Urugwaj    |

## Mężczyźni

### Faza grupowa
| 3 sierpnia 200218:30 | Paragwaj | 28:27(14:15) | Urugwaj | Ginásio Poliesportivo Adib Moyses Dib, São Bernardo do Campo |
| 3 sierpnia 200218:30 |          | 28:27(14:15) |         | Ginásio Poliesportivo Adib Moyses Dib, São Bernardo do Campo |

| 3 sierpnia 200220:30 | Argentyna | 28:10(17:3) | Chile | Ginásio Poliesportivo Adib Moyses Dib, São Bernardo do Campo |
| 3 sierpnia 200220:30 |           | 28:10(17:3) |       | Ginásio Poliesportivo Adib Moyses Dib, São Bernardo do Campo |

| 4 sierpnia 200218:15 | Brazylia | 32:9(17:4) | Urugwaj | Ginásio Poliesportivo Adib Moyses Dib, São Bernardo do Campo |
| 4 sierpnia 200218:15 |          | 32:9(17:4) |         | Ginásio Poliesportivo Adib Moyses Dib, São Bernardo do Campo |

| 4 sierpnia 200220:15 | Chile | 26:23(17:12) | Paragwaj | Ginásio Poliesportivo Adib Moyses Dib, São Bernardo do Campo |
| 4 sierpnia 200220:15 |       | 26:23(17:12) |          | Ginásio Poliesportivo Adib Moyses Dib, São Bernardo do Campo |

| 5 sierpnia 200217:00 | Brazylia | 33:15(19:5) | Chile | Ginásio Poliesportivo Adib Moyses Dib, São Bernardo do Campo |
| 5 sierpnia 200217:00 |          | 33:15(19:5) |       | Ginásio Poliesportivo Adib Moyses Dib, São Bernardo do Campo |

| 5 sierpnia 200219:30 | Argentyna | 39:11(19:4) | Paragwaj | Ginásio Poliesportivo Adib Moyses Dib, São Bernardo do Campo |
| 5 sierpnia 200219:30 |           | 39:11(19:4) |          | Ginásio Poliesportivo Adib Moyses Dib, São Bernardo do Campo |

| 6 sierpnia 200217:00 | Urugwaj | 19:17(9:6) | Chile | Ginásio Poliesportivo Adib Moyses Dib, São Bernardo do Campo |
| 6 sierpnia 200217:00 |         | 19:17(9:6) |       | Ginásio Poliesportivo Adib Moyses Dib, São Bernardo do Campo |

| 6 sierpnia 200217:30 | Argentyna | 22:18(14:7) | Brazylia | Ginásio Poliesportivo Adib Moyses Dib, São Bernardo do Campo |
| 6 sierpnia 200217:30 |           | 22:18(14:7) |          | Ginásio Poliesportivo Adib Moyses Dib, São Bernardo do Campo |

| 7 sierpnia 200215:30 | Argentyna | 30:12(15:6) | Urugwaj | Ginásio Poliesportivo Adib Moyses Dib, São Bernardo do Campo |
| 7 sierpnia 200215:30 |           | 30:12(15:6) |         | Ginásio Poliesportivo Adib Moyses Dib, São Bernardo do Campo |

| 7 sierpnia 200217:30 | Brazylia | 37:10(18:4) | Paragwaj | Ginásio Poliesportivo Adib Moyses Dib, São Bernardo do Campo |
| 7 sierpnia 200217:30 |          | 37:10(18:4) |          | Ginásio Poliesportivo Adib Moyses Dib, São Bernardo do Campo |

### Faza pucharowa

#### Mecz o 3. miejsce
| 9 sierpnia 200218:00 | Urugwaj | 24:17(12:9) | Chile | Ginásio Poliesportivo Adib Moyses Dib, São Bernardo do Campo |
| 9 sierpnia 200218:00 |         | 24:17(12:9) |       | Ginásio Poliesportivo Adib Moyses Dib, São Bernardo do Campo |

#### Mecz o 1. miejsce
| 9 sierpnia 200220:00 | Argentyna | 20:18(18:7) | Brazylia | Ginásio Poliesportivo Adib Moyses Dib, São Bernardo do Campo |
| 9 sierpnia 200220:00 |           | 20:18(18:7) |          | Ginásio Poliesportivo Adib Moyses Dib, São Bernardo do Campo |

### Klasyfikacja końcowa
| Miejsce | Reprezentacja | Uwagi          |
| ------- | ------------- | -------------- |
| złoto   | Argentyna     | awans: IP 2003 |
| srebro  | Brazylia      | awans: IP 2003 |
| brąz    | Urugwaj       | awans: IP 2003 |
| 4       | Chile         | -              |
| 5       | Paragwaj      | -              |

## Kobiety

### Faza grupowa
| 3 sierpnia 200214:30 | Brazylia | 35:15(20:9) | Paragwaj | Ginásio Poliesportivo Adib Moyses Dib, São Bernardo do Campo |
| 3 sierpnia 200214:30 |          | 35:15(20:9) |          | Ginásio Poliesportivo Adib Moyses Dib, São Bernardo do Campo |

| 3 sierpnia 200216:30 | Argentyna | 15:11(6:6) | Urugwaj | Ginásio Poliesportivo Adib Moyses Dib, São Bernardo do Campo |
| 3 sierpnia 200216:30 |           | 15:11(6:6) |         | Ginásio Poliesportivo Adib Moyses Dib, São Bernardo do Campo |

| 4 sierpnia 200214:15 | Argentyna | 28:15(14:6) | Paragwaj | Ginásio Poliesportivo Adib Moyses Dib, São Bernardo do Campo |
| 4 sierpnia 200214:15 |           | 28:15(14:6) |          | Ginásio Poliesportivo Adib Moyses Dib, São Bernardo do Campo |

| 4 sierpnia 200216:15 | Brazylia | 40:15(21:3) | Urugwaj | Ginásio Poliesportivo Adib Moyses Dib, São Bernardo do Campo |
| 4 sierpnia 200216:15 |          | 40:15(21:3) |         | Ginásio Poliesportivo Adib Moyses Dib, São Bernardo do Campo |

| 5 sierpnia 200215:30 | Urugwaj | 24:22(11:13) | Paragwaj | Ginásio Poliesportivo Adib Moyses Dib, São Bernardo do Campo |
| 5 sierpnia 200215:30 |         | 24:22(11:13) |          | Ginásio Poliesportivo Adib Moyses Dib, São Bernardo do Campo |

| 6 sierpnia 200217:30 | Brazylia | 29:15(13:5) | Argentyna | Ginásio Poliesportivo Adib Moyses Dib, São Bernardo do Campo |
| 6 sierpnia 200217:30 |          | 29:15(13:5) |           | Ginásio Poliesportivo Adib Moyses Dib, São Bernardo do Campo |

### Faza pucharowa

#### Mecz o 3. miejsce
| 8 sierpnia 200218:30 | Urugwaj | 25:16(14:10) | Paragwaj | Ginásio Poliesportivo Adib Moyses Dib, São Bernardo do Campo |
| 8 sierpnia 200218:30 |         | 25:16(14:10) |          | Ginásio Poliesportivo Adib Moyses Dib, São Bernardo do Campo |

#### Mecz o 1. miejsce
| 8 sierpnia 200220:30 | Brazylia | 26:13(12:6) | Argentyna | Ginásio Poliesportivo Adib Moyses Dib, São Bernardo do Campo |
| 8 sierpnia 200220:30 |          | 26:13(12:6) |           | Ginásio Poliesportivo Adib Moyses Dib, São Bernardo do Campo |

### Klasyfikacja końcowa
| Miejsce | Reprezentacja | Uwagi          |
| ------- | ------------- | -------------- |
| złoto   | Brazylia      | awans: IP 2003 |
| srebro  | Argentyna     | awans: IP 2003 |
| brąz    | Urugwaj       | -              |
| 4       | Paragwaj      | -              |